# 농서 이씨
농서 이씨(隴西 李氏)는 당나라 황실의 국성이다. 4세기 유목 민족과 통혼하여 북족적(北族的) 요소를 계승하면서 형성되었으며 당나라 건국 이후에는 당나라의 국성이 되었다. 당대 시인인 이태백 또한 농서 이씨 출신으로 당 황실의 먼 친척이다.